# Блъдхаунд
Блъдхаундът (на френски: Chien de Saint-Hubert, в превод Куче на свети Юбер) е белгийска порода кучета. Според легендата самият Свети Юбер през 8 век започнал за пръв път да отглежда такива кучета за лов. Блъдхаундът влиза в групата на договете и ловните кучета.
Блъдхаундите са прочути с острото си обоняние, което усеща 40 пъти повече миризми от човешкото. Това е дало основание те да бъдат единствената порода кучета, която може да свидетелства в съда. Дори някои хора смятат, че загадката с убиеца Джак Изкормвача щеше да бъде разкрита, ако полицията не бе отказала да пусне по следите му блъдхаунди.

## История
Породата е отглеждата от векове от монасите в манастира „Сен Юбер“ в Белгия. През 18 век тези кучета са били любимци на френската аристокрация. Блъдхаундите са отлични ловни кучета от групата „кръвоследници“ следотърсачи, заедно с други хрътки, като английски фоксхаунд, американски фоксхаунд, кунхаунд, швейцарско юрско куче, баварско планинско куче и др. През 19 век те били често рисувани от художници като Едуин Ландсир и Брайтън Ривиър. Съдейки по картините им, не се откриват особени разлики между тогавашните и днешните блъдхаунди.

## Външен вид
Блъдхаундът е сравнително голямо куче. Високо е между 60 и 70 см и тежи между 32 и 47 кг. Има силно телосложение и походката му е уверена и грациозна. Козината му е къса и гъста и може да бъде наситено червена, червено-бежова или черно-бежова. Въпреки тъжното си на вид изражение, блъдхаундът е много енергичен и обича да се весели.

### Поддръжка на външния вид
Козината на кучетата от тази порода има средно ниво на линеене, като през някои сезони пада по-обилно. Блъдхаундите нямат високи изисквания за поддръжка на козината. Трябва понякога тя да се сресва, за да се премахнат мъртвите косми и да се запази вида ѝ. Също така е необходимо и често почистване на ушите, за да се предотвратят евентуални инфекции.

## Темперамент
Блъдхаундът е много мило, смело, решително, чувствително, общително, отзивчиво и любвеобилно куче. Отнася се добре с деца. По природа блъдхаундът е любопитен и винаги следва инстинкта си, което може да му навлече неприятности, но и го прави отлично полицейско куче.
Блъдхаундите се разбират добре с други домашни любимци, но може да станат агресивни близо до кучета от същия пол. Упорити са, което ги прави подходящи за хора с повече опит в отглеждането на кучета. При отегчаване представителите на тази порода лаят силно и са много резервирани към храната и играчките си. Много са бдителни и това ги прави добри кучета-пазачи. Нуждаят се от много пространство, в което да изпълняват физическите си упражнения.

## Здраве

### Болести
Сравнени с другите породи, блъдхаундите имат необичайно голяма заболеваемост от болести на храносмилателната система, най-често превъртане на стомаха. Освен това те твърде често имат проблеми с очите, кожата или ушите, които са едни от симптомите на вътрешни проблеми. Стопаните на блъдхаунди трябва да следят за превъртане на стомаха, най-честата болест сред блъдхаундите и най-честата причина за смъртта им. Гъстата козина дава на кучетата от тази порода възможност бързо да се прегряват, което е една от причините за болестта.

### Продължителност на живота
През 2004 Британският киноложки клуб прави проучване, според което средната възраст на блъдхаундите е 6,75 години, което ги прави една от най-малко живеещите породи кучета. Най-дълго живелите от 82 умрели кучета, включени в проучването са достигнали възраст от 12,1 години. Стомашното усукване убива 34% от кучетата, което го прави най-честата причина за смърт при блъдхаундите. На второ място е ракът, от който умират 27% от блъдхаундите, процент, еднакъв с повечето породи, но тези кучета умират необикновено млади (около 8-годишни).